# Proteuxoa marginalis
Proteuxoa marginalis är en fjärilsart som beskrevs av Walker 1865. Proteuxoa marginalis ingår i släktet Proteuxoa och familjen nattflyn. Inga underarter finns listade i Catalogue of Life.